# Иван II Иванович Красный
Ива́н II Ива́нович Кра́сный (30 марта 1326, Москва — 13 ноября 1359, там же) — сын Ивана I Даниловича Калиты. Князь Звенигородский до 1354 года. Князь Московский и великий князь Владимирский в 1353—1359 годах. Князь Новгородский в 1355—1359 годах.
Своё прозвище «Красный» получил, по всей видимости, благодаря исключительной внешности («красный» в значении «красивый»). Ещё в летописях встречаются и другие имена-прозвища этого князя — «Милостивый», «Кроткий». Однако, по мнению Н. С. Борисова, прозвище указывало на время рождения князя — «Красная горка» (следующее воскресенье, неделя после Пасхи).

## Биография
Получил то же имя, что и отец, но в честь другого святого — не Иоанна Крестителя, а, скорее всего, Иоанна Лествичника (в день памяти которого он родился). Через три года после его рождения, в 1329, отец возвел в Кремле церковь в честь Иоанна Лествичника, видимо, посвятительную.
В 1339 году вместе с братьями Семёном и Андреем был отправлен отцом в Орду. После смерти отца, в мае 1340 года снова посетил Орду, сопровождая старшего брата Семёна в его поездке за ярлыком.
По завещанию отца Ивану Ивановичу достались село Звенигород, Руза и ещё 21 селение. Другая треть земель Московского княжества из завещания Ивана Калиты (основные города Можайск и Коломна) позднее также перешла Ивану Ивановичу, поскольку вместе с Семёном Ивановичем в чуму умерли оба его сына. Треть младшего Ивановича Андрея (прежде всего Серпухов и Лопасня), также умершего во время чумы, перешла к его сыну Владимиру (будущему Храброму). Летом 1353 года Иван отправился в Орду, где получил от хана Джанибека ярлык на великое княжение Владимирское. 25 марта 1354 года торжественно сел на стол во Владимире.
В Соборном определении константинопольского патриарха Иван Красный назван великим князем Московии («μέγας ρήξ Μοσκοβίου»), в родительном падеже — великим князем всей Росии («μεγάλου ρηγός πάσης Ρωσίας», «μέγαν ρηγα πάσης Ρωσίας»).
Период правления Ивана Красного был периодом относительного ослабления Москвы и усиления его соседей и противников. Великое княжество Литовское добилось поставления отдельного митрополита в Киев (1355—1362). Преемник Феогноста Алексий был арестован в 1358 году по приказу литовского князя Ольгерда в Киеве, где пробыл до 1360 года, а затем бежал из-под стражи. Ольгерд захватил Брянское княжество (1356) и ходил на Можайск. Рязанцы захватили Лопасню. В борьбу за великое княжение Владимирское с Иваном вступил нижегородско-суздальский великий князь Константин Васильевич, но хан сохранил ярлык за представителем московского княжеского дома (однако, по смерти Ивана ярлык оказался в руках Дмитрия Константиновича, и наследнику Ивана Дмитрию пришлось возвращать великое княжение силой, также используя противоречия между противоборствующими партиями в Орде). Произошли трения и внутри московской боярской верхушки, что привело к отъезду части бояр на службу к рязанскому князю в 1356 году (но усилиями самого Ивана в 1358 году была установлена договорённость, позволившая им вернуться снова в Москву).
Иван Иванович Красный умер в Москве 13 ноября 1359 года на шестом году своего правления, приняв перед смертью схиму. Был похоронен в монастырском соборе Спаса на Бору, но в октябре 1508 года Великий князь Василий III «повелел уготовить места и перенести мощи прародителей своих Великих князей Русских» в новый Архангельский собор с указанием правил захоронения:6. Его останки вслед за останками его отца Ивана Калиты и брата Симеона Гордого были перезахоронены в некрополе Архангельского собора.
Двум своим сыновьям Иван завещал владения, оставленные Иваном Калитой соответственно Семёну и ему. После скорой смерти младшего сына Ивана Красного владения вновь соединились под властью московского князя.

## Семья
Жёны:
1. с 1341 года дочь брянского князя Дмитрия Романовича, княгиня Феодосия Дмитриевна (ум. 1342) «Той же зиме женися князь Иван Иванович у Дмитрея Брянского».— летопись 1341 года;
2. с 1345 года великая княгиня Александра (ум. 1364).

Дети:
- Дмитрий Донской (1350—1389), князь Московский и великий князь Владимирский
- Любовь; муж: с 1356 Дмитрий Кориатович (ум. 1399), литовский князь
- Анна (ум. после 1389); муж: Дмитрий Михайлович Боброк Волынский (ум. после 1389), князь, воевода
- Иван Иванович Малый (1354—1364), князь Звенигородский[8].

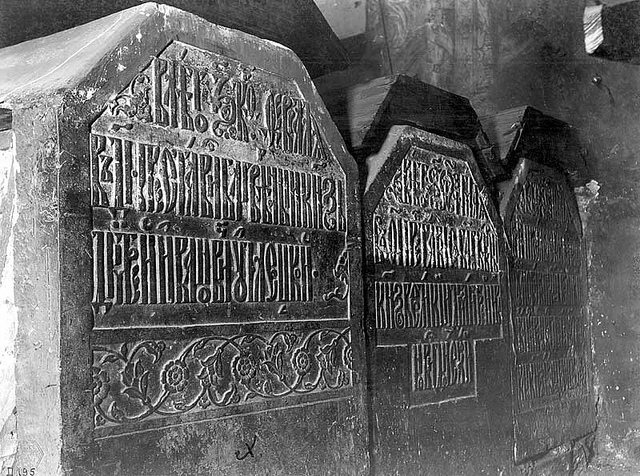
Архангельский собор. Перспектива торцов надгробий Вел. князей Ивана Ивановича Красного (1326—1359) и Дмитрия Ивановича Донского (1350—1389) и кн. Дмитрия Ивановича Жилка Углицкого (ок. 1481—1521). Надгробия во 2-м ряду у южной стены. Фотография К. А. Фишера. 1905 г. Из коллекций Музея архитектуры им. А. В. Щусева.
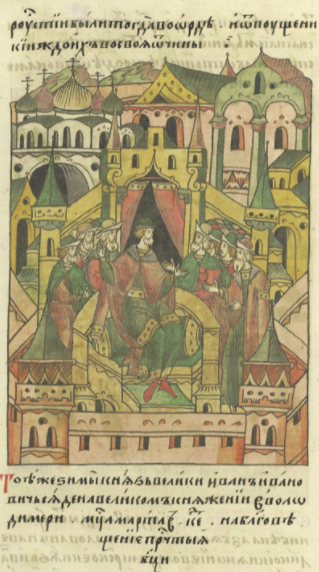
Иван II Красный садится на Владимирский престол
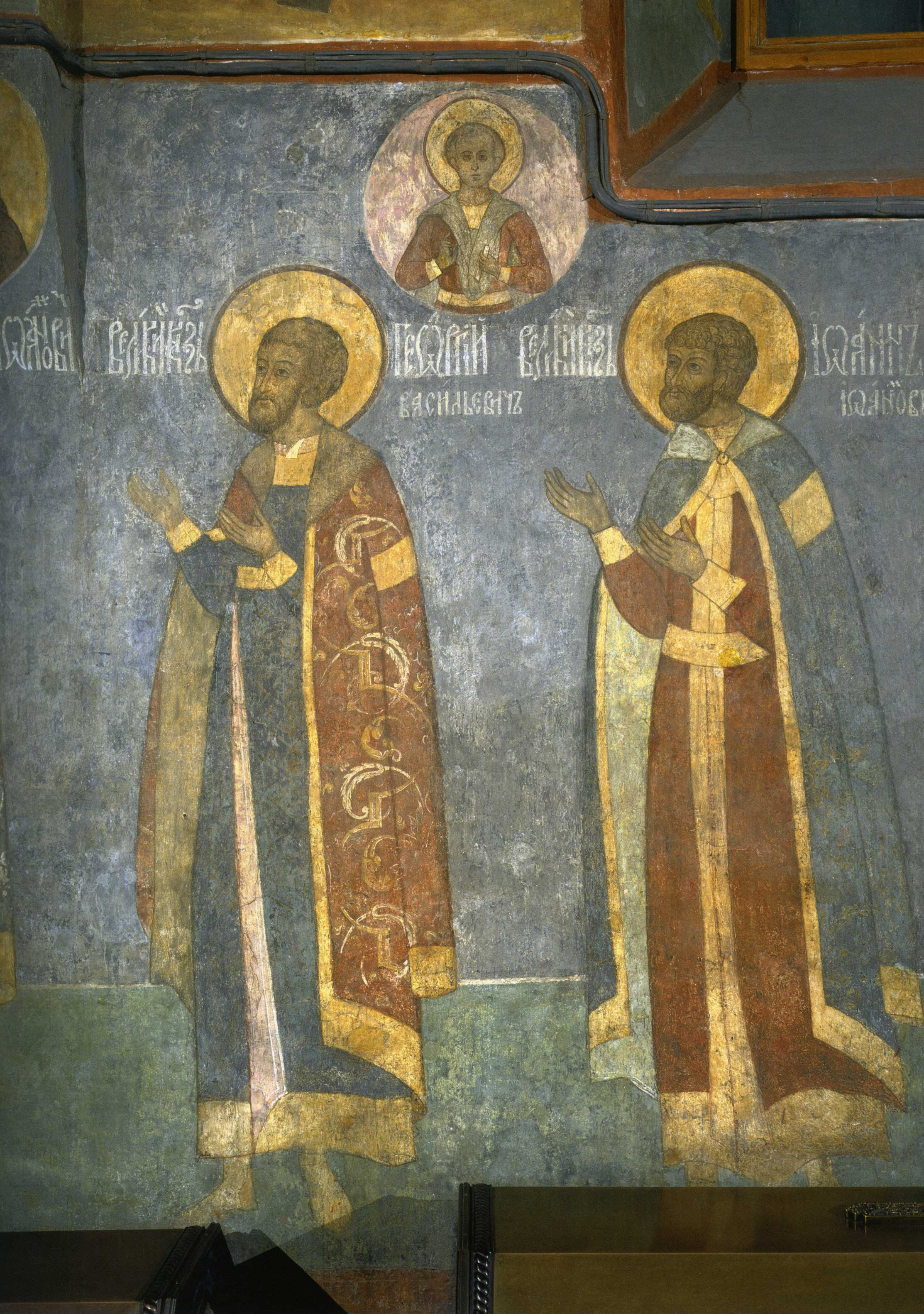
Фреска Архангельского собора с изображением Юрия Углицкого и Ивана II Красного

## Киновоплощение
В фильме Андрея Прошкина «Орда» (2012) роль Ивана Ивановича Красного исполнил актёр Виталий Хаев.

## В филателии

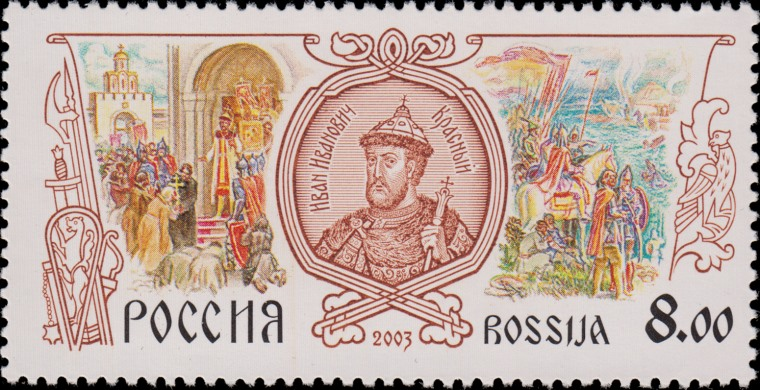
Почта России, 2003 г.